# Da Vincijeva šifra (roman)
Da Vincijeva šifra (izvirno angleško The Da Vinci Code) je roman ameriškega pisatelja Dana Browna, ki je izšel leta 2003 in postal svetovna prodajna uspešnica z več kot 40 milijoni prodanih izvodov. Je nadaljevanje pisateljeve manj znane knjige Angeli in demoni (Angels & Demons). V slovenščino jo je prevedla Nataša Müller. Po knjigi je bil posnet istoimenski film.

## Vsebina
Knjiga govori o poskusu razrešitve umora Jacquesa Saunièra, kustosa v pariškem Louvru. Najdejo ga ustreljenega, ležečega v položaju Vitruvijevega človeka, kot ga je upodobil Leonardo da Vinci, na tleh ene dvoran Louvra. Na telesu ima z lastno krvjo napisano sporočilo. Francoski inšpektor Bezu Fache za umor sumi Roberta Langdona, profesorja simbologije na Univerzi Harvard, ki je bil na večer umora dogovorjen za sestanek s Saunièrom. Pred aretacijo ga reši Sophie Neveu, vnukinja umorjenega, sicer kriptologinja pri francoski policiji. Skupaj pobegneta in sledita Saunièrovim namigom, ki naj bi ju pripeljali do skrivnosti svetega grala.
Namigi so tesno povezani z da Vincijevimi deli, denimo Mono Liso in Zadnjo večerjo. Sauniere je bil vrhovni član Sionskega priorstva, skupine, katere cilj naj bi bil varovati skrivnost svetega grala in jo razkriti ob primernem času, proti čemur se bori Rimskokatoliška cerkev, posebno organizacija Opus Dei. Njen član, albin Silas, ubije vse 4 vrhovne člane priorstva. Sveti gral naj v resnici ne bi bil kelih, iz katerega je pil Jezus Kristus ob zadnji večerji, temveč ženska, Marija Magdalena, ki naj bi bila nosilka Kristusovega rodu. Gral naj bi vključeval tudi resnična pričevanja in evangelije (glejte Evangelij po Tomažu), ki niso bili vključeni v Biblijo, saj govorijo, da je bil Kristus poročen in imel otroka z Marijo Magdaleno. Čaščenje ženskega spola naj bi katoliška cerkev na nikejskem koncilu potlačila in skrivnost varovala, odkritje svetega grala pa bi temu nasprotovalo.
Kljub avtorjevi trditvi, da so podatki o tajnih organizacijah, obredih, dokumentih in umetniških delih v knjigi resnična dejstva, je vrsta zgodovinarjev in teologov opozorila, da to še zdaleč ne drži. (članek CNN s seznamom nekaterih večjih netočnosti Arhivirano 2006-05-04 na Wayback Machine., članek v angleški Wikipediji). Mnoge omenjene organizacije (z Opus Dei v ospredju) so po izidu knjige objavile proteste proti domnevno neresničnim navedbam v knjigi.

## Izdaje
- Slovenski prevod romana iz leta 2004 (COBISS)
- Ameriški izvirnik iz leta 2003 (COBISS)